# Österreichischer Fachverband für Orientierungslauf
Der Österreichische Fachverband für Orientierungslauf (abgekürzt ÖFOL) ist der nationale Orientierungslaufverband Österreichs. Er wurde 1966 gegründet und ist Mitglied des Internationalen Orientierungslaufverbandes (IOF).

## Landesverbände
Es gibt acht Landesverbände, deren Gebiete sich über die jeweiligen Bundesländer erstrecken. Lediglich Vorarlberg, wo es derzeit nur einen Verein gibt, besitzt keinen eigenständigen Landesverband.
- Burgenländischer Orientierungslauf-Verband (BOLV)
- Kärntner Orientierungslauf-Verband (KOLV)
- Niederösterreichischer Orientierungslauf-Verband (NOLV)
- Oberösterreichischer Orientierungslauf-Verband (OÖ-OLV)
- Salzburger Orientierungslauf-Verband (SOLV)
- Steirischer Orientierungslauf-Verband (STOLV)
- Tiroler Fachverband für Orientierungslauf (TIFOL)
- Wiener Orientierungslauf-Verband (WOLV)

## Ausrichtungen
Orientierungslauf:
- (Inoffizielle) Junioren-Orientierungslauf-Europameisterschaften 1989 in Seefeld in Tirol und Kufstein
- Masters-Orientierungslauf-Weltmeisterschaften 2006 in Wiener Neustadt

Ski-Orientierungslauf:
- Ski-Orientierungslauf-Weltmeisterschaften 1982 in Aigen im Ennstal
- Ski-Orientierungslauf-Weltmeisterschaften 1998 in Windischgarsten
- Junioren-Ski-Orientierungslauf-Weltmeisterschaften 2007 in Salzburg
- Masters-Ski-Orientierungslauf-Weltmeisterschaften 2009 in Abtenau
- Ski-Orientierungslauf Europameisterschaft 2016 in Obertilliach[1]